# علا الشيخ
عُلا الشيخ، المعروف أيضا باسم عُلا عباس الشيخ عمر (ولدت في أم درمان، السودان)، هي مصورة وثائقيه سودانية، معروفة بشكل رئيسي بصورها للحياة اليومية والمناسبات الاجتماعية في الخرطوم. ركزت في عملها بشكل خاص على صور النساء والفتيات، وكذلك على التنوع الاجتماعي والعرقي في السودان.

## الحياة والمهنة الفنية

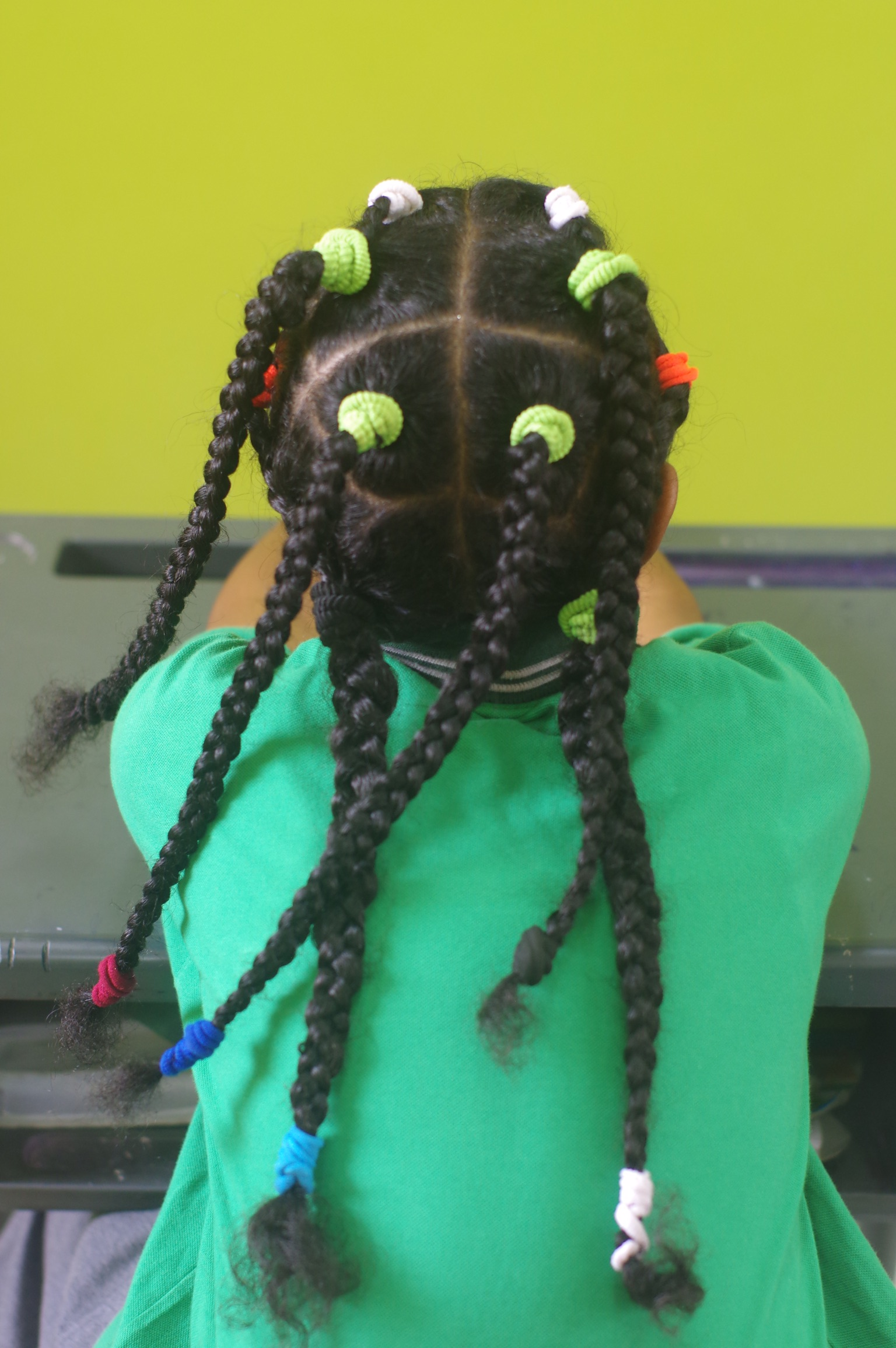
طالبة في أم درمان

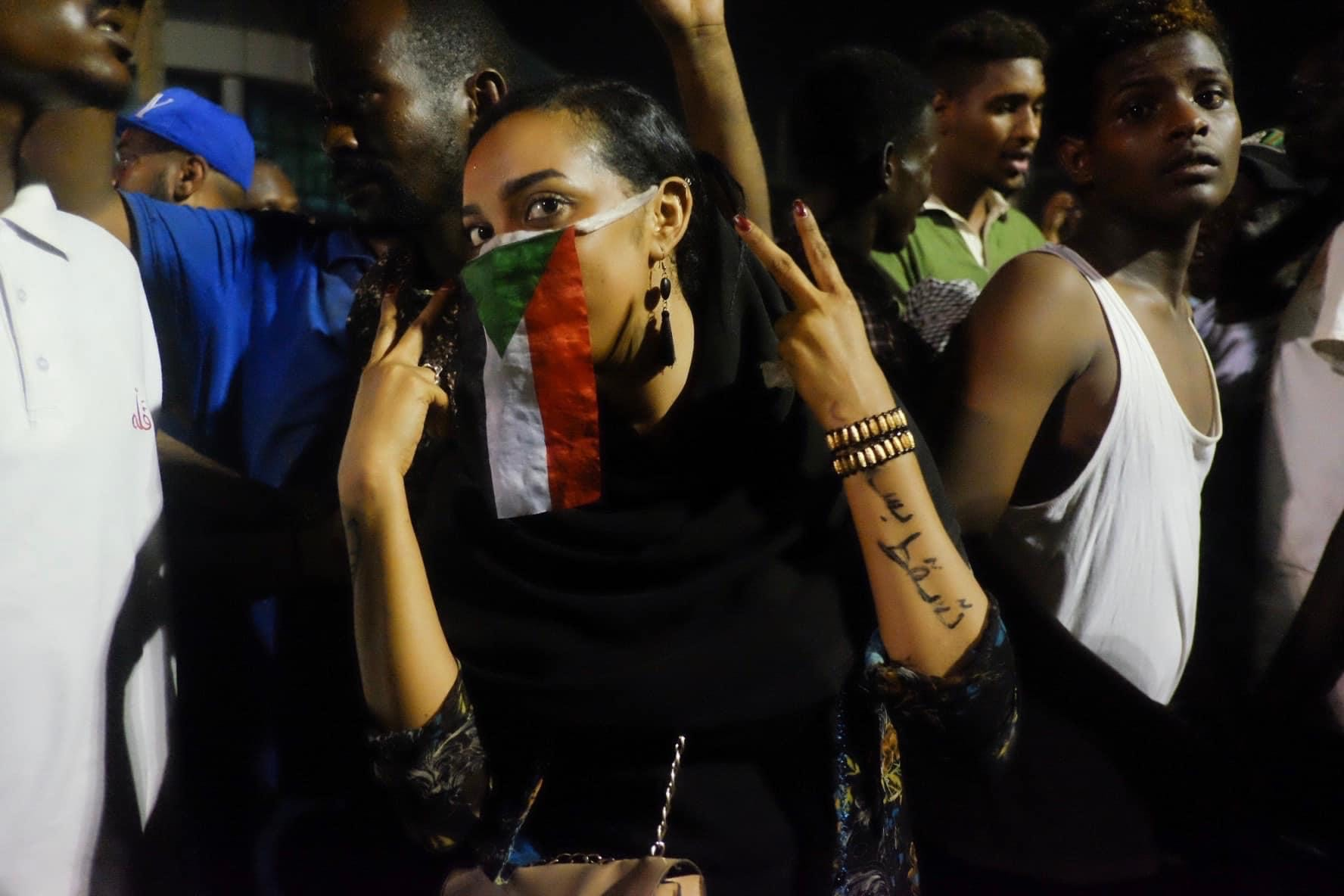
نساء سودانيات يتظاهرن في 2019

ولدت عُلا في أم درمان بالسودان ونشأت بين ألمانيا والسعودية والسودان. حاصلة على شهادة في الهندسة الكهربائية من جامعة الخرطوم .
وفقًا لتقرير صادر عن بي بي سي نيوز، فقد واجهت كمصورة سخرية أو حتى مضايقات أثناء التقاطها الصور في شوارع الخرطوم. وتعزو هذا الموقف السلبي إلى عدم اعتياد الناس في الخرطوم على رؤية امرأة تحمل كاميرا في الشوارع. لكن على الرغم من ذلك، فقد نُقل عنها في التقرير: " أريد أن أظهر الحياة الحقيقية في السودان - لقد تم تهميشنا من قبل بقية العالم لفترة طويلة ".

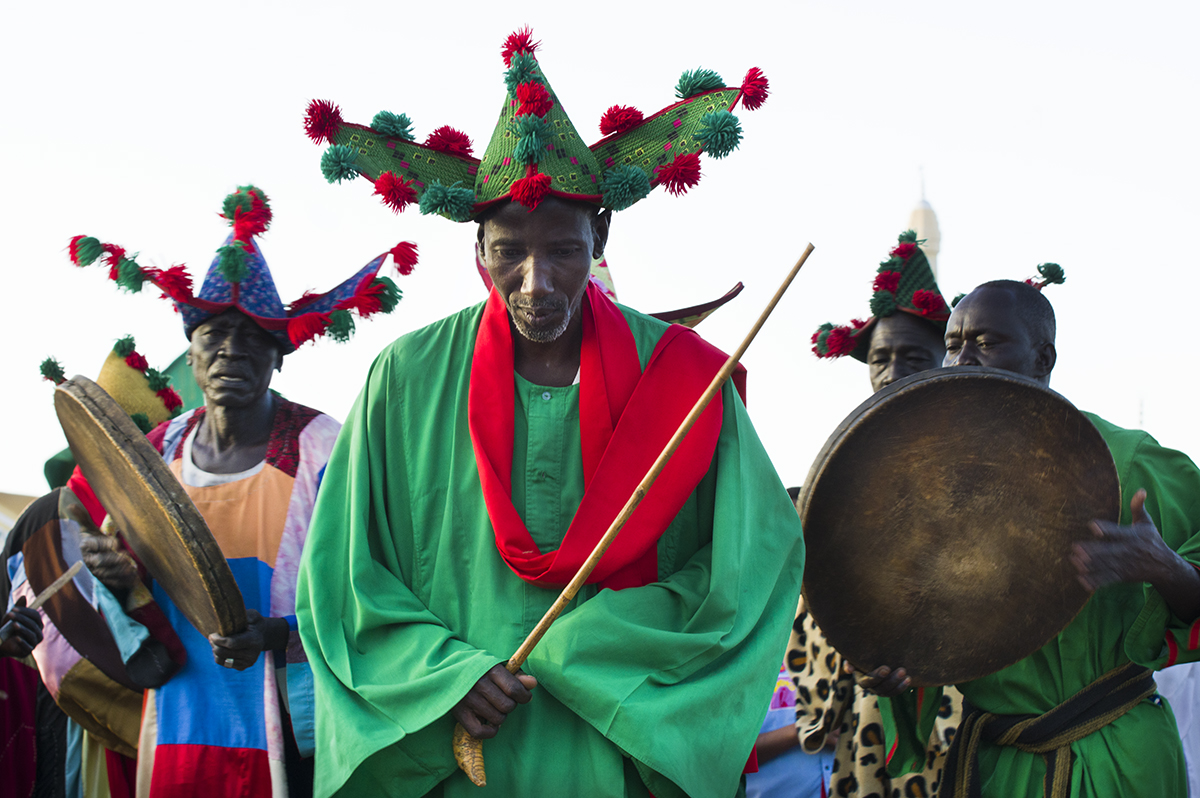
الصوفيون في أم درمان

في أكتوبر 2018 ، نشرت مجلة Amateur Photographer مقالاً عن صور عُلا للسودان الحديث. وفقًا لهذا المقال، اشترت الشيخ أول كاميرا تصوير لها في عام 1998، لكنها لم تشارك بجدية في التصوير الوثائقي إلا بعد حوالي اثني عشر عامًا، عندما تحولت إلى الكاميرات الرقمية. منذ ذلك الحين، استخدمت كاميرتها لتوثيق الحياة اليومية، في محاولة لتغيير الوعي الاجتماعي. وكمثال على أهدافها في توثيق الأحداث والاحتفالات الخاصة في السودان، يذكر المقال صورها للطقوس الصوفية الشعبية في أم درمان، وهي جزء من الخرطوم الكبرى.
خلال الثورة السودانية 2018-2019، نشرت بي بي سي نيوز صورها لمتظاهرين يطالبون الرئيس السابق عمر البشير وحكومته بالاستقالة. في عام 2019، نشرت صحيفة لوموند الفرنسية صورتها ضمن قصة عن اللاجئين الإريتريين في الخرطوم.

## أنظر أيضا
- التصوير الفوتوغرافي في السودان
- المرأة في السودان

## روابط خارجية
- صفحة الويب الشخصية
- كوني صحفية في السودان: أواجه السخرية والرفض والتحرش ، تقرير بالفيديو من بي بي سي أفريقيا One Minute Stories
- أبطال السودان الخفيون ، قصة مصورة علا الشيخ عن المكفوفين والمعلمين المتفانين في الخرطوم نسخة محفوظة 1 يناير 2023 على موقع واي باك مشين.